# Cassani 40 CV

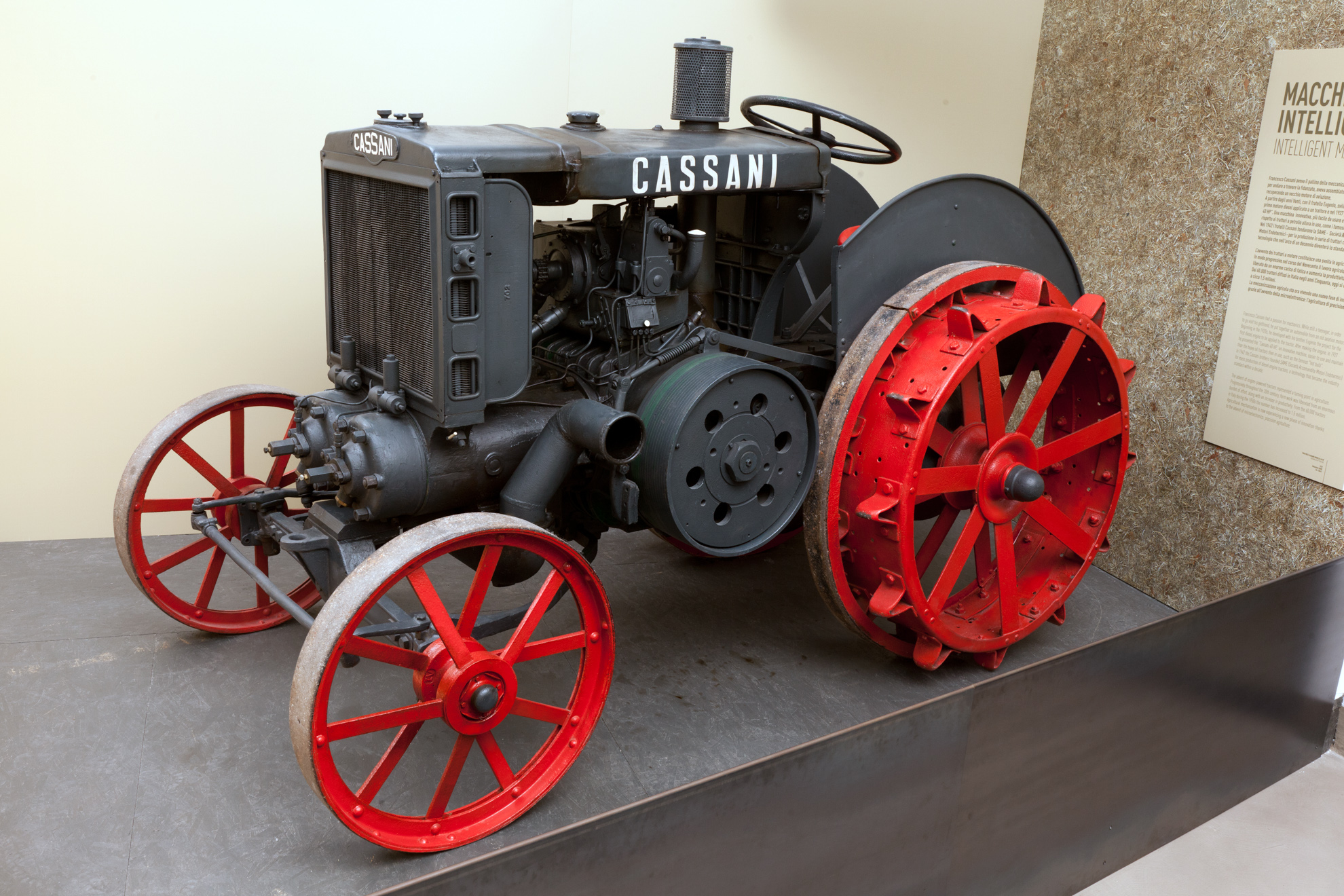
Cassani 40CV al Museo di Milano

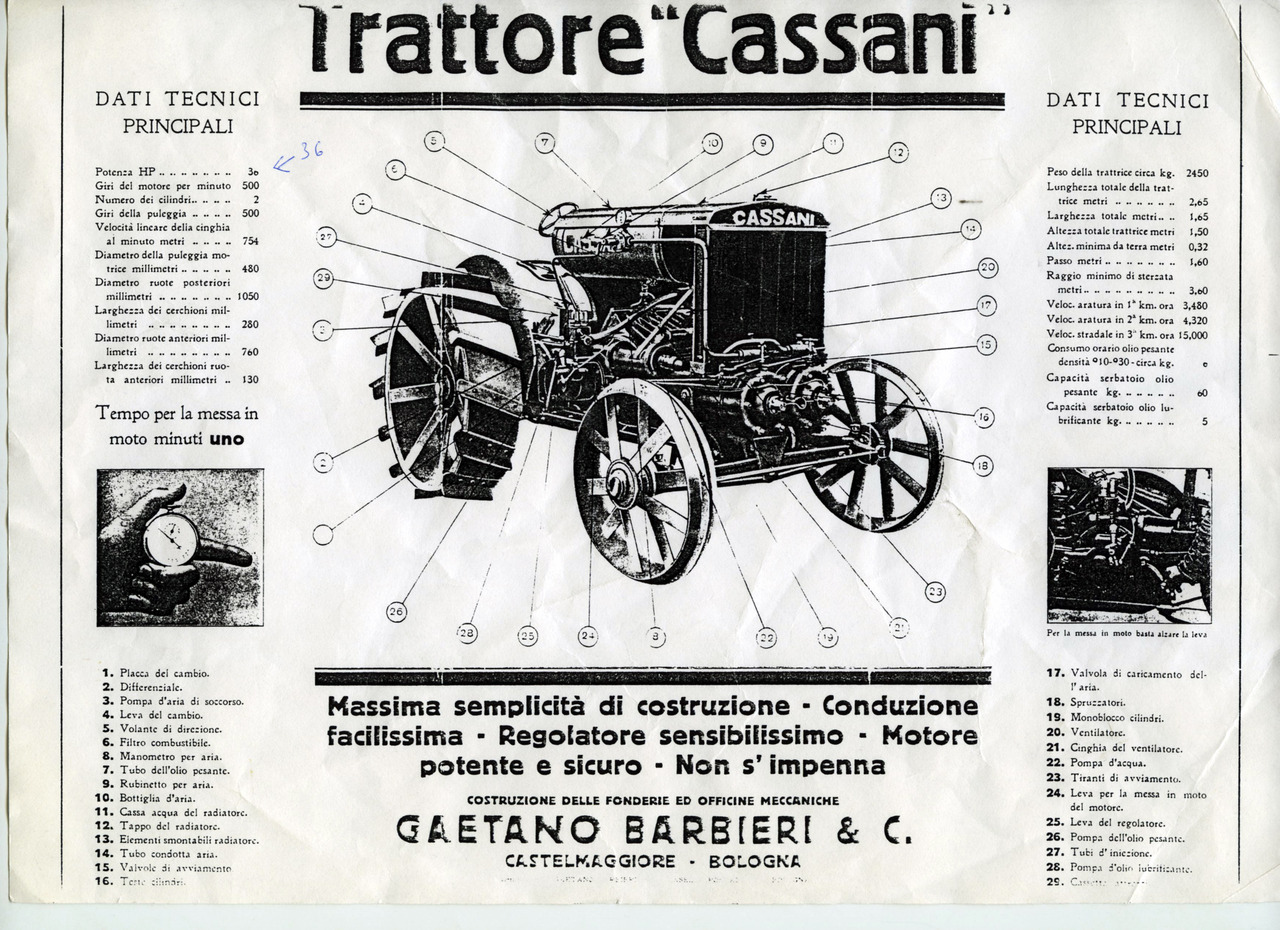
Annuncio pubblicitario della Barbieri.

Il Cassani 40 CV è stato il primo e unico prototipo di trattore agricolo progettato dai fratelli Francesco ed Eugenio Cassani nel 1927. È stato il primo trattore al mondo con motore diesel.

## Storia
Nel 1927 i fratelli Francesco ed Eugenio Cassani progettarono e costruirono un trattore agricolo denominato Cassani 40 CV, azionato da un motore Diesel, una forma di propulsione che dagli anni venti aveva iniziato a trovare applicazione sui veicoli industriali, militari e ferroviari. Il motore era un bicilindrico orizzontale a due tempi con una cilindrata di 12.723 cm³, erogante quaranta cavalli a 550 giri/min, accensione a sigaretta e avviamento ad aria con serbatoio in pressione, 4 marce (3 AV e 1 RM) e poteva raggiungere i 15 km/h. Il costo di questa trattrice era di 28.000 lire. La trattrice progettata da Cassani venne venduta su licenza dalle Officine Gaetano Barbieri di Castel Maggiore.

## Dati tecnici
Motore a 2 tempi – Potenza (cv/giri): 40/550 – Cilindrata / alesaggio/corsa (cc/mm): 12.723/180x250 – Marce 3 avanti e rm: – Velocità mix/max (km/h): 3,480/15: – Lunghezza (mm): 2.760 –  Larghezza: (mm): 1.640 – Altezza (mm): 1.550 – Passo (mm): 1.640 – Peso (kg): 2.450 – Presa di forza a puleggia – Accensione a sigaretta – Ruote in acciaio: anteriori diametro: 720 mm, larghezza cerchione: 160 mm, posteriori diametro 1050 mm, larghezza cerchione 285 mm – Le ruote anteriori sono dotate di 28 spuntoni lunghi 130 mm.